# Hieracium avi-chodesii
Hieracium avi-chodesii es una especie de planta con flor del género Hieracium, de la familia Asteraceae, orden Asterales.

## Distribución
Hieracium avi-chodesii se distribuye por España.

## Taxonomía
Fue descrita científicamente por Mateo. Fue publicada en Flora Montiber. 60: 32 (2015).